# Paralastor comptus
Paralastor comptus är en stekelart som beskrevs av Perkins 1914. Paralastor comptus ingår i släktet Paralastor och familjen Eumenidae. Utöver nominatformen finns också underarten P. c. rubescens.